# Andrew Coe
Andrew Coe (Columbia Británica, 8 de abril de 1996) es un jugador profesional canadiense de rugby que se desempeña en la posición de wing derecho en Rugby Football Club Los Angeles, equipo perteneciente a la liga Major League Rugby.

## Carrera
En 2021, Coe se unió al equipo Rugby New York (2021-2023), después pasó a Rugby Football Club Los Angeles, disputando su tercera temporada en la Major League Rugby.